# Züleyxa Seyidməmmədova
Züleyxa Həbib qızı Seyidməmmədova (ur. 22 marca 1919 w Baku, zm. 1999 tamże) – azerska pilotka wojskowa.

## Kariera
Seyidməmmədova urodziła się 22 marca 1919 w Baku. Uzyskała licencję pilota w 1935 roku w aeroklubie w swoim rodzinnym mieście, a następnie uczęszczała do akademii lotniczej w mieście Żukowskij nieopodal Moskwy. Latała w 586 pułku lotniczym. Zmarła w 1999 roku w Baku.

## Odznaczenia
- Order Lenina
- dwukrotnie Order Czerwonego Sztandaru Pracy
- Order Wojny Ojczyźnianej
- Order Czerwonej Gwiazdy
- dwukrotnie Order „Znak Honoru”